# Тип 07 (камуфляж)
Тип-07 (кит.: 07 式军服, дослівно — військова форма 07) — група піксельних військових камуфляжів, які у 2007—2019 роках використовувались на одноіменних одностроях усіма родами військ Народно-визвольної армії Китаю та воєнізованими Китайськими народними збройними силами. Новий камуфляж Тип-07 замінив старий нецифровий камуфляж Тип-87 і був вперше представили публіці наприкінці червня 2007 року, під час церемонії святкування 10-ї річниці передачі суверенітету над Гонконгом.
У 2019 році однострої з камуфляжем Тип-07 було замінено новими одностроями Тип-19 із камуфляжем Сінконг (Xingkong — «Зоряне небо»).

## Історія

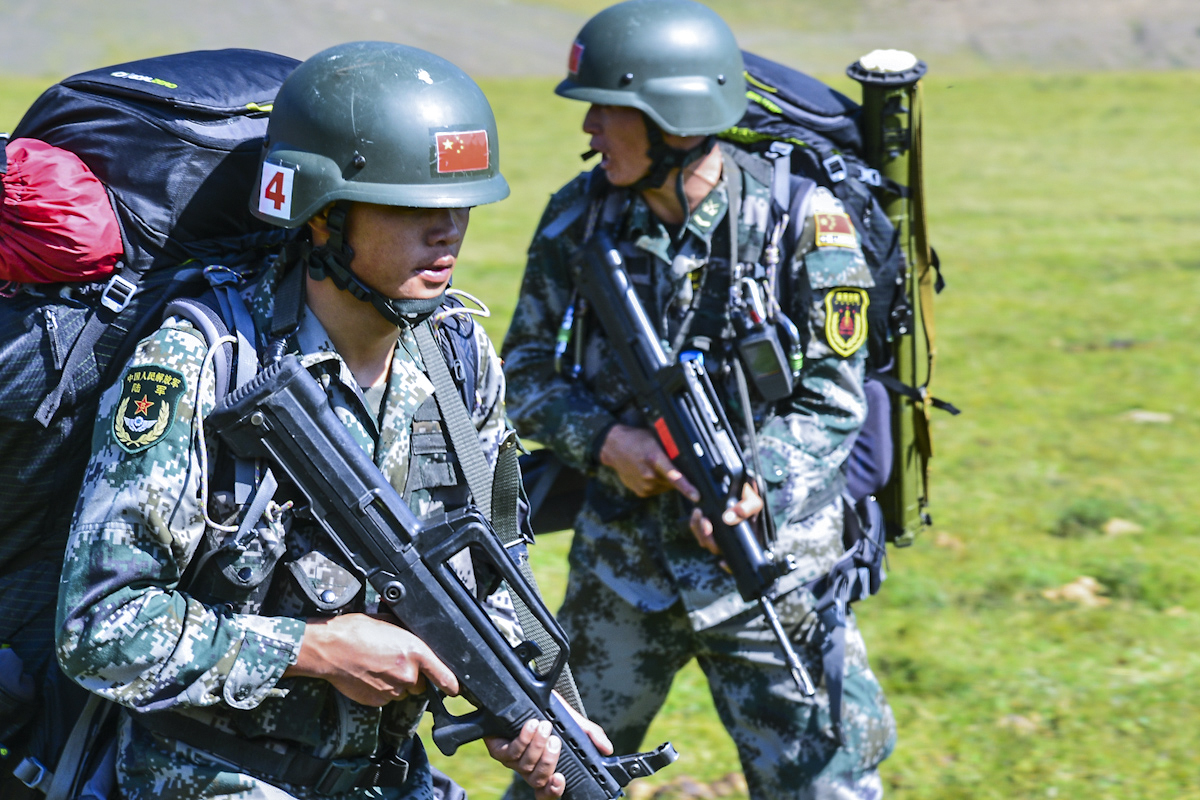
Китайські десантники на навчаннях «Ельбруське кільце» в лісовій версії камуфляжу Тип-07

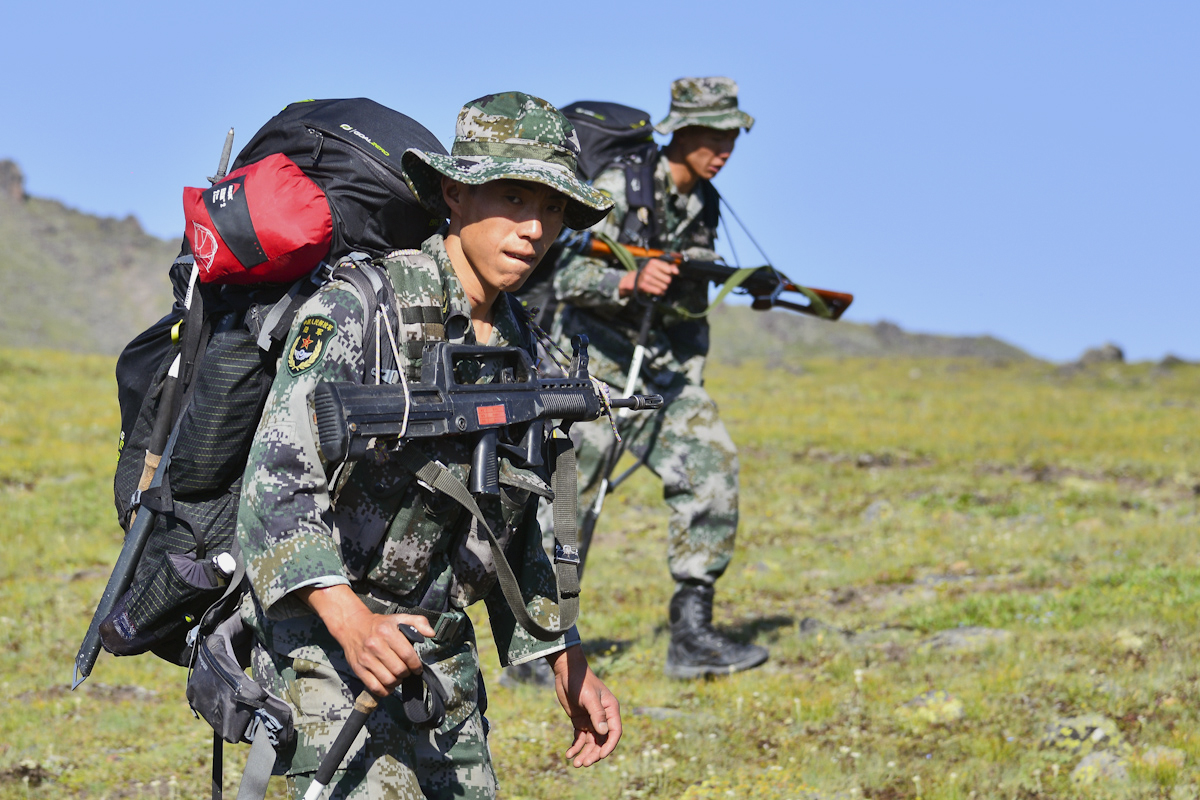
Китайські десантники на навчаннях «Ельбруське кільце» в лісовій версії камуфляжу Тип-07

У 2007 році китайська армія представила нову бойову та навчальну форму з піксельним камуфляжем Тип-07, який мав замінити старий китайський нецифровий камуфляж Тип-87, що використовувався з кінця 80-х років XX століття і малюнок якого був схожий на американський камуфляж Woodland, який самі Збройні сили США замінили на користь піксельного камуфляжу UCP ще у 2004 році.
Американці при розробці свого піксельного камуфляжу UCP прагнули створити універсальний камуфляж, візерунок та колірна гама якого дозволяла б зберігати його маскувальні властивості в різноманітних ландшафтах, зокрема в лісовому і пустельному. На відміну від американців, китайці мали інший підхід і створили для свого піксельного візерунку дуже широкий спектр колірних гам, які призначені для використання в різних природних ландшафтах. Таким чином широке сімейство колірних гам камуфляжу Тип-07 мало задовольнити потреби усіх родів військ Народно-визвольної армії Китаю.
У 2010 році армія Китаю представила нову серію захисних елементів, включаючи тактичні бронежилети, а також додаткові налокітники, наплечники та наколінники з цифровим камуфляжем Тип-07.

## Опис
Багатокольорові цифрові камуфляжі для бойових одностроїв складались зі схожих 4-х кольорових піксельних візерунків, що використовують різні колірні гами. Найпоширенішими є пустельна версія (використовувалась армією в Тибеті та прикордонниками на кордоні з Росією на північному сході взимку), лісова версія (використовується в густозаліснених регіонах) і морська версія (використовується морськими спецпідрозділами).

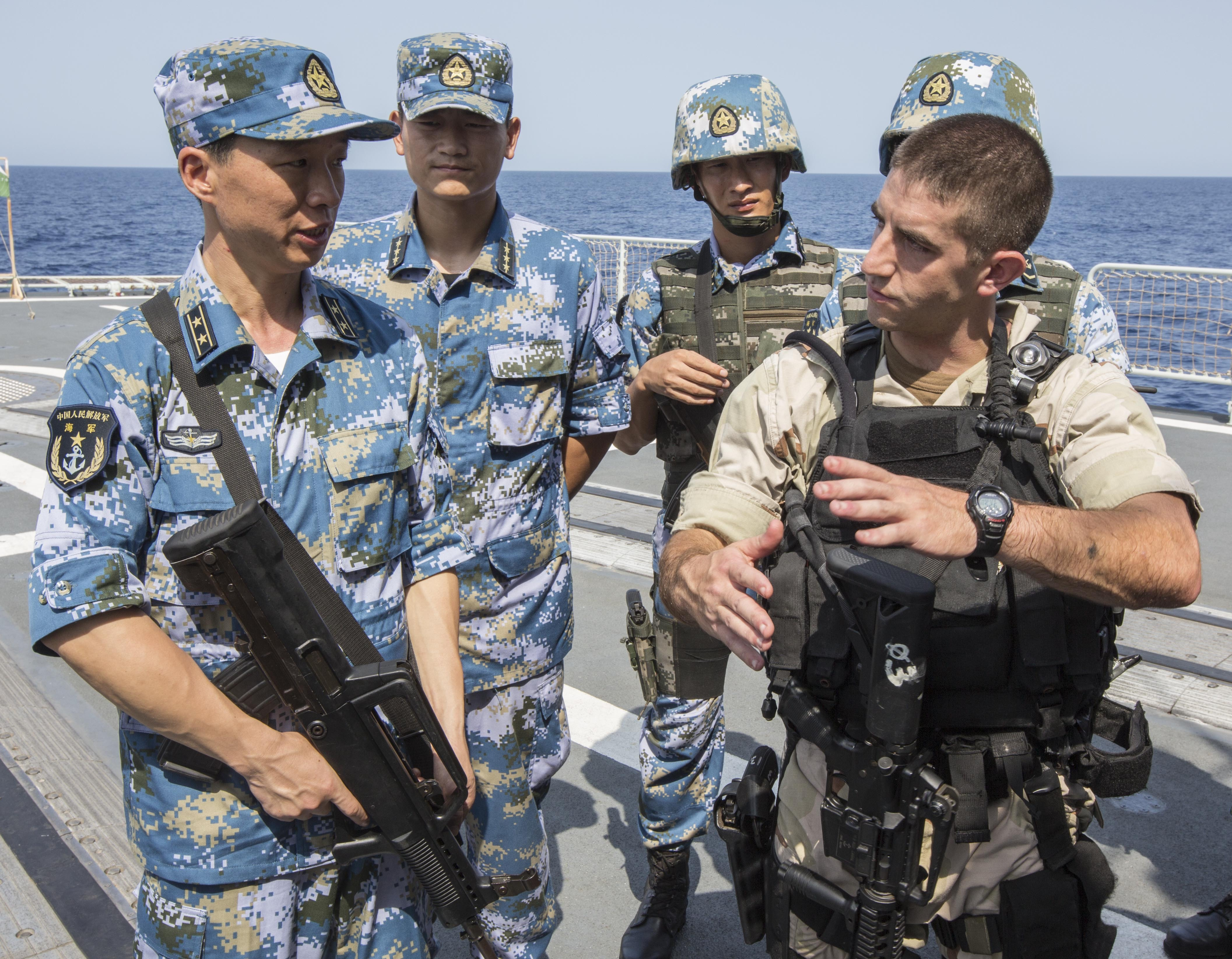
Китайські моряки в морській камуфляжу Тип-07

### Версії
- «Універсальна» (офіційна назва: кит.: 07式通用迷彩作训服, Універсальний камуфляж-07): зелений, коричневий і чорний на сірому тлі. Цей шаблон був розроблений для напівміської місцевості. Це був стандартний зразок армії та авіації НОАК.
- «Пустельна» (офіційна назва: кит.: 07式荒漠迷彩作训服, Пустельний камуфляж-07): пісочний, коричневий і чорний на бежевому тлі. Шаблон був розроблений для пустелі або посушливої місцевості, але використовувався взимку на півночі Китаю.
- «Лісова» (офіційна назва: кит.: 07式林地迷彩作训服, Лісовий камуфляж-07): пісочний, коричневий і чорний на зеленому тлі. Лісовий візерунок був розроблений для використання в густих лісах або джунглях. Його використовували ракетні війська НОАК, а потім замінили.
- «Морська» — (офіційна назва: кит.: 07式海洋迷彩作训服, Океанський камуфляж-07): світло-блакитний, пісочний і чорний на синьому тлі. Океанський малюнок використовувався в обмежених кількостях, наприклад, у морській піхоті. Зараз цей камуфляж використовується всім екіпажем морських суден.
- «Урбаністична» — (офіційна назва: кит.: 07式城市迷彩作训服, Урбаністичний камуфляж-07): (також відомий як цифровий камуфляж PLAAF), темно-зелений, світло-сірий і синювато-сірий на шиферно-сірому фоні. Зразок був вперше використаний ВПС Китая у листопаді 2011 року. Іноді його неофіційно називають «камуфляжем ВПС».
- «Спецназ» (офіційна назва: кит.: 07式特战迷彩作训服, камуфляж сил спеціальних операцій-07): також називається «цифровий камуфляж мисливця». Це піксельний дизайн камуфляжу спецназу DPM Type 04, який з 2010 року використовується розвідувальними підрозділами та спецназом. Вперше його застосував підрозділ спеціального призначення 38 групи армій.
- версія для підрозділів китайської армії, що виконують роль «умовного неприятеля» на навчаннях — білий, пісочний, світло і темно-зелений. Існують також варіанти камуфляжу Тип-07 для підрозділів OpFor під час військових навчань, наприклад варіант 07 Woodland Camouflage і 07 Oceanic Camouflage у яскравіших і світліших тонах.

Існувало два варіанти камуфляжу Тип-07 для персоналу Народної збройної поліції (PAP):
- «Літній камуфляж PAP» («кит.: 07式武警夏季作训服»): базується на камуфляжному малюнку типу 06 PAP, коричневому, чорному та світло-зеленому на оливково-зеленому фоні, який поступово припиняється завдяки новому піксельному дизайну, прийнятому у 2015 році.
- «Зимовий камуфляж PAP» («кит.: 07式武警冬季作训服»): на основі візерунка зимового камуфляжу Type 06 PAP, зеленого, коричневого, чорного, на темно-коричневому тлі, який поступово припиняється завдяки новому піксельному дизайну, прийнятому у 2015 році.

Через складну командну структуру PAP було багато модифікацій камуфльованої форми PAP Тип-07.

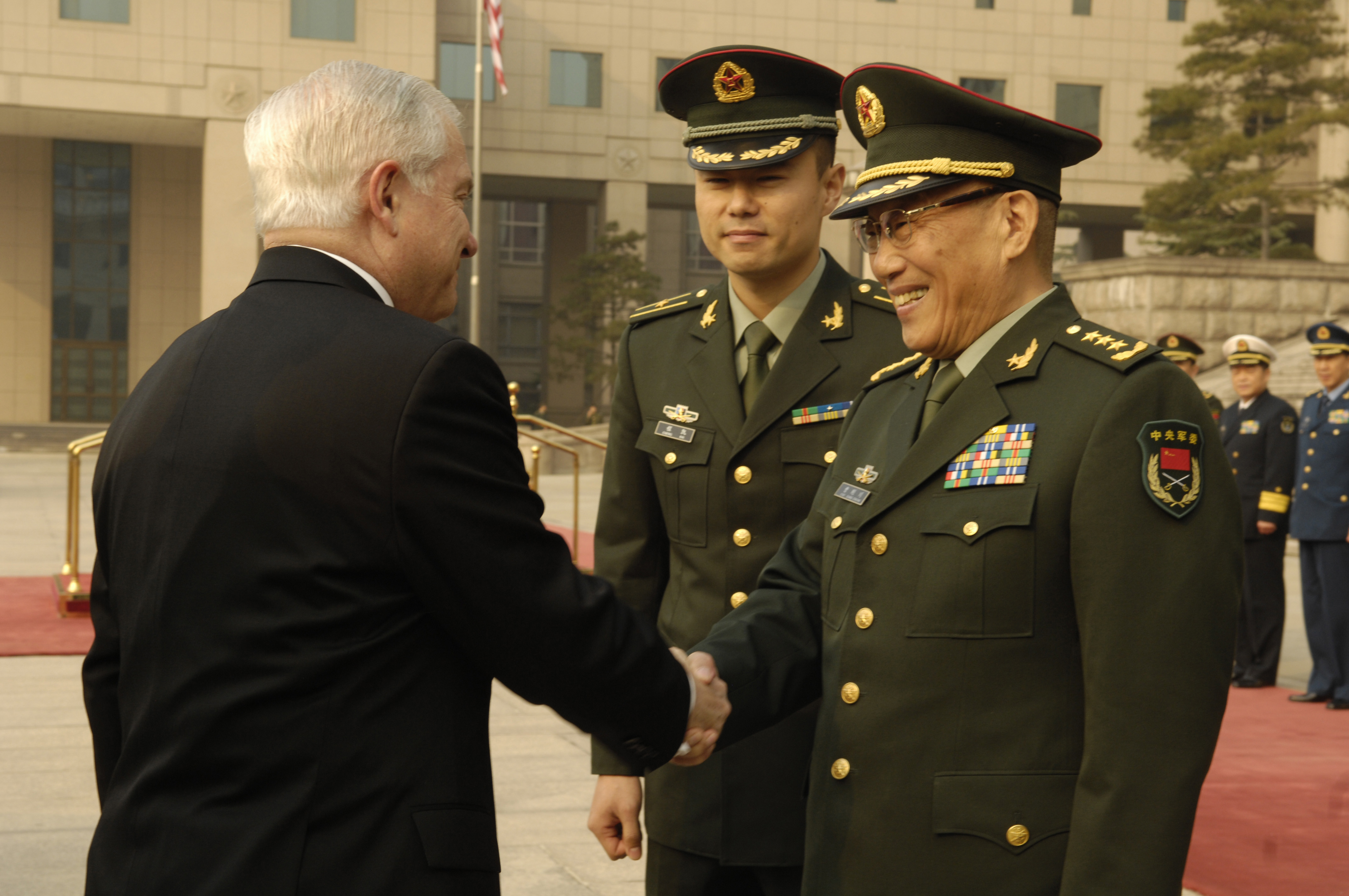
Генерал Цао Ганчуань (праворуч на передньому плані) у парадній формі типу 07

Збройні сили Китаю використовували особливий камуфляж для окремих випадків, наприклад, військового параду на 60-ту річницю Дня утворення КНР 1 жовтня 2009 року.
- «Повітряно-десантний камуфляж» використовувався формуванням 15-го повітряно-десантного корпусу PLAAF на 60-му національному святі. Візерунок був небесно-блакитним, зеленим, сірувато-зеленим і світло-сірувато-блакитним, тепер від нього відмовилися.
- «07 Авіаційний камуфляж» (кит.: 07式航空迷彩作训服) використовувався особовим складом формування 15-го повітряно-десантного корпусу PLAAF під час підготовки до військового параду до 60-го Національного дня. Візерунок був блакитний, світло-жовтий, червонувато-коричневий, білий на сірувато-блакитному тлі. Після параду деякі військовослужбовці ВПС PLA протягом короткого періоду носили цю модель. Візерунок також неофіційно називався «Камуфляж повітряних сил типу 09».
- «Камуфляж другого артилерійського корпусу» був варіантом лісової версії Типу-07, у якому замість темно-коричневого використовувався червонувато-коричневий колір, пізніше від нього відмовилися.